# Bořice (powiat Chrudim)
Bořice – gmina w Czechach, w powiecie Chrudim, w kraju pardubickim. Według danych z dnia 1 stycznia 2013 liczyła 161 mieszkańców.